# Зюдброкмерланд
Зюдброкмерланд (нім. Südbrookmerland) — сільська громада в Німеччині, розташована в землі Нижня Саксонія. Входить до складу району Аурих.
Площа — 96,8 км2. Населення становить 18 264 ос. (станом на 31 грудня 2021).